# Origanum husnucan-baseri
Origanum husnucan-baseri là một loài thực vật có hoa trong họ Hoa môi. Loài này được H.Duman, Aytac & A.Duran mô tả khoa học đầu tiên năm 1995 publ. 1996.